# Horgen
Horgen je město v okrese Horgen v kantonu Curych ve Švýcarsku. Je sídlem stejnojmenného okresu. Žije zde přibližně 23 tisíc obyvatel.

## Geografie

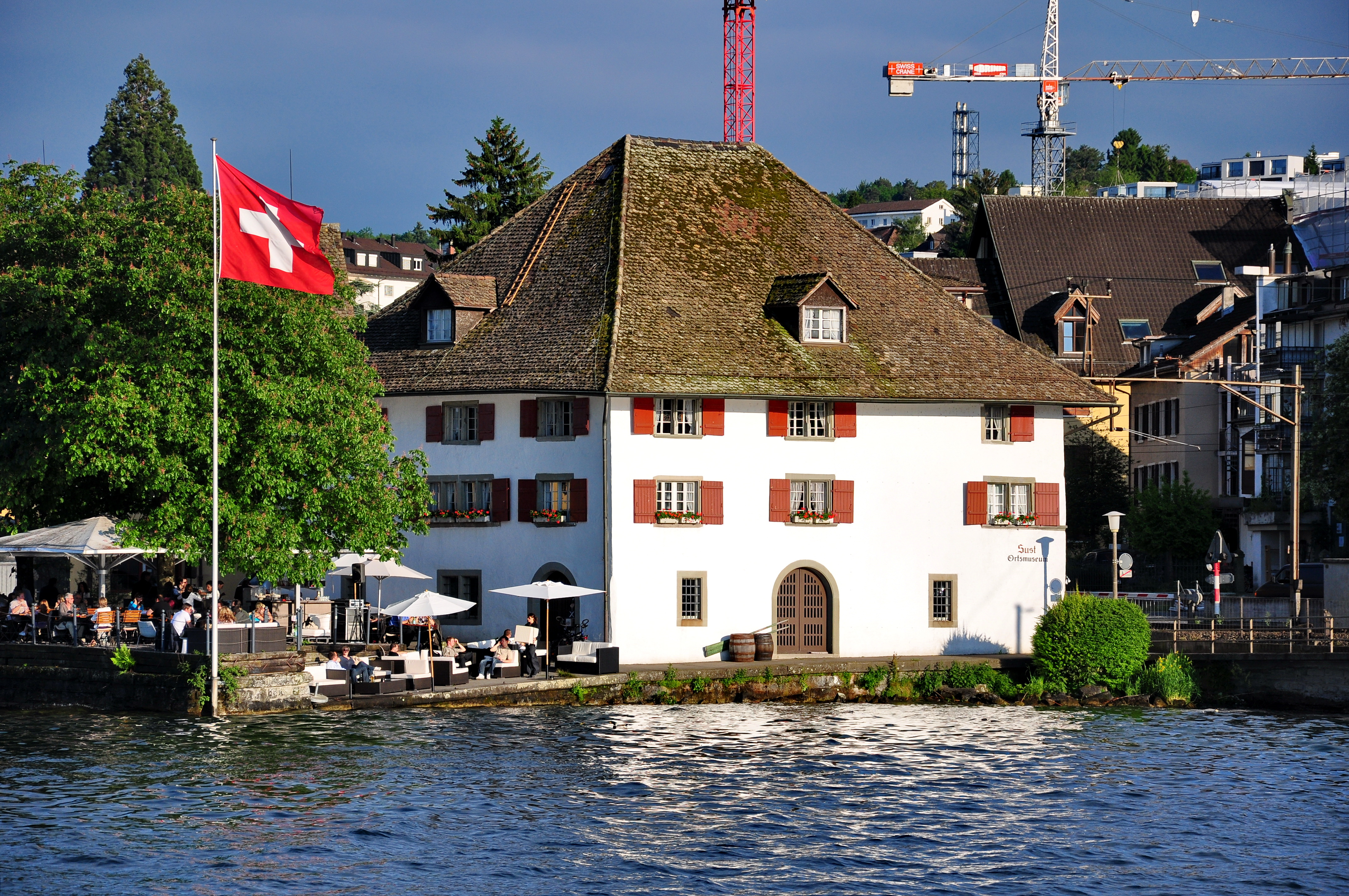
Dům Sust z roku 1558 na břehu Curyšského jezera

Horgen leží v jihozápadní části kantonu Curych a je druhou největší obcí okresu s rozlohou přes 30 km². Krajina je charakteristická masivem Zimmerberg, boční morénou, kterou vytvořil Linthský ledovec při svém postupu po poslední době ledové, a hřebenem Albis. Území obce se táhne od levého břehu Curyšského jezera přes údolí řeky Sihl k Albisgratu a na jih k Sihlsprungu.
Velkou část Horgenu pokrývají lesy; tvoří 39,6 % rozlohy obce. Dalších 38,4 % je využíváno pro zemědělství, 12,5 % pro zastavěnou plochu, 6,3 % pro dopravu, 1,5 % tvoří neproduktivní půda a 1,7 % vodní plochy (stav k roku 2018).
Od 1. ledna 2018 je součástí Horgenu také obec Hirzel. Hirzel se nachází na hoře Zimmerberg v nadmořské výšce přibližně 700 metrů a na jejím západním svahu směrem k řece Sihl. Tvoří jižní část obce a je pro ni charakteristické zemědělství. Obcí prochází průsmyk Hirzelpass, který byl vždy dopravní tepnou.
Od 13. května 1773, kdy se osamostatnil Oberrieden, je spolu s obcemi Wädenswil, Langnau am Albis, Hausen am Albis a Thalwil sousední obcí. V důsledku sloučení s obcí Hirzel Horgen sousední také s obcemi Menzingen a Neuheim v kantonu Zug.

## Historie

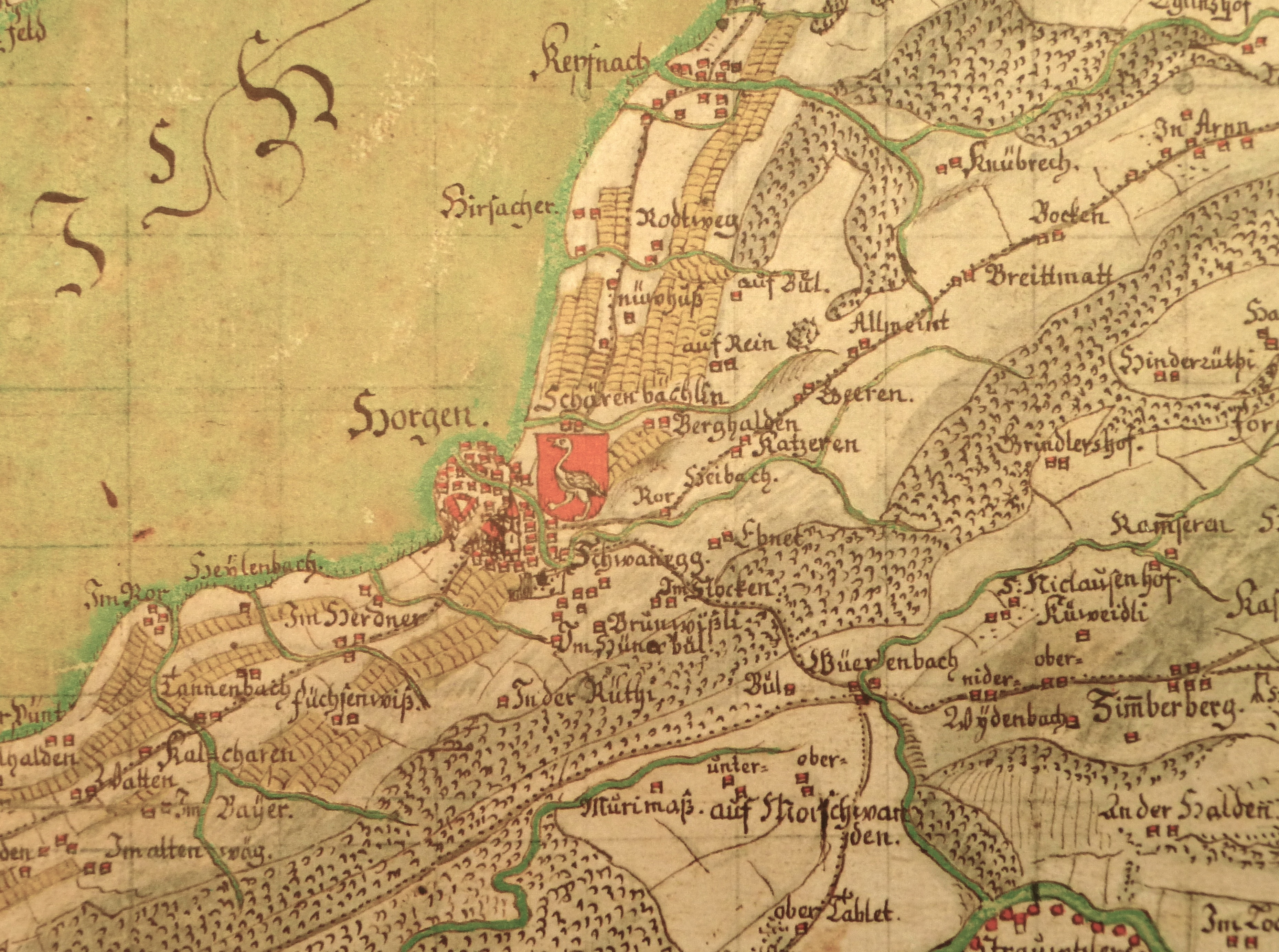
Horgen na mapě z roku 1667

Prehistorie a raná historie Horgenu nebyla dosud intenzivně prozkoumána. V uhelné sloji Käpfnach se zachovaly zkamenělé kapradiny a mastodonti.
Nejstarším osídlením v obci jsou jezerní osady kupců. Nejstarší pozůstatky pozdně neolitického osídlení byly nalezeny poblíž dnešního mola a byly připsány kultuře Pfyn. Vznikly mezi lety 3900 a 3500 př. n. l. Lid horgenské kultury (přibližně mezi lety 3500 a 2800 př. n. l.), pojmenovaný podle místa nálezu, měl své sídliště v oblasti Scheller poblíž hranice s Oberriedenem. Během vykopávek v letech 1987–1990 bylo sedm samostatných kulturních vrstev v Schelleru dendrochronologicky datováno do let 3100 až 3000 př. n. l. Horgenské osídlení bylo spojeno se soudobým osídlením na jiných švýcarských jezerech.
Dva keltské ženské hroby v Thalackeru pocházejí z 2. století. Z doby stěhování národů v 7. století jsou doloženy alemanské hroby u kaple na Stockerstrasse, v lokalitách Entweder a v Bätbur.
Horgen je poprvé zmíněn jako Horga v listině, kterou král Ota I. Veliký daroval 1. března 952 rozsáhlé pozemky v oblasti Horgenu klášteru Fraumünster v Curychu. Název pochází ze starohornoněmeckého názvu pole, který zněl nějak jako *ze horwun („u bažin“).

Letecký pohled (1919)

Od pozdního středověku zažíval Horgen rozkvět jako centrum obchodu. Kolem roku 1437 se Horgen stal většího panství, když jej curyšská vláda spojila s panství Thalwil a po reformaci s dvorem v Adliswilu. Území horgenského panství sahalo od Wollishofenu až k hranicím s Wädenswilem. Během staré curyšské války, curyšské reformace Ulricha Zwingliho a protireformace bylo území obce Horgen výspou proti katolickému centrálnímu Švýcarsku.
Od roku 1585 docházelo k náboženským sporům mezi vrchností ve městě a anabaptistickou komunitou v Horgenbergu. V jejich průběhu byl 30. září 1614 v Curychu sťat Hans Landis a v roce 1637 byl zajat také Hans Meyli, kterému se však podařilo uprchnout.
Napoleonské nepokoje, helvétské období 1798–1803 a spory o zprostředkovatelskou ústavu v roce 1803 vyvrcholily v roce 1804 válkou. Horgen zůstal hlavním městem okresu během helvétského a mediačního období. Nová ústava z roku 1831 položila základy dnešního okresu Horgen.
Výstavbu železnice na levém břehu Curyšského jezera mezi Curychem a Näfelsem provázela řada potíží. Železniční trať vedla přes rozsáhlé plochy břehů, které byly v jezeře navršeny. Dne 9. února 1875 se 135 m dlouhý úsek rozestavěné trati sesunul do jezera. Trasa byla přeložena, ale 20. září, dva dny po otevření železniční trati, se do vody potopil další 204 m dlouhý úsek, který zabíral více než 6500 m². Stanice se potopila o půl metru a musela být zbourána. Nová železniční trať byla následně postavena dále od břehu jezera.
Na konci roku 2016 bylo 59 % hlasů přijata iniciativa o sloučení obce Hirzel s Horgenem; sloučení bylo dokončeno 1. ledna 2018.

## Obyvatelstvo
| Vývoj počtu obyvatel | Vývoj počtu obyvatel | Vývoj počtu obyvatel | Vývoj počtu obyvatel | Vývoj počtu obyvatel | Vývoj počtu obyvatel | Vývoj počtu obyvatel | Vývoj počtu obyvatel | Vývoj počtu obyvatel | Vývoj počtu obyvatel | Vývoj počtu obyvatel | Vývoj počtu obyvatel | Vývoj počtu obyvatel | Vývoj počtu obyvatel | Vývoj počtu obyvatel | Vývoj počtu obyvatel | Vývoj počtu obyvatel | Vývoj počtu obyvatel | Vývoj počtu obyvatel | Vývoj počtu obyvatel | Vývoj počtu obyvatel | Vývoj počtu obyvatel | Vývoj počtu obyvatel |
| -------------------- | -------------------- | -------------------- | -------------------- | -------------------- | -------------------- | -------------------- | -------------------- | -------------------- | -------------------- | -------------------- | -------------------- | -------------------- | -------------------- | -------------------- | -------------------- | -------------------- | -------------------- | -------------------- | -------------------- | -------------------- | -------------------- | -------------------- |
| Rok                  | 1470                 | 1634                 | 1654                 | 1780                 | 1836                 | 1850                 | 1860                 | 1870                 | 1880                 | 1888                 | 1900                 | 1910                 | 1920                 | 1930                 | 1941                 | 1950                 | 1960                 | 1970                 | 1980                 | 1990                 | 2000                 | 2010                 |
| Počet obyvatel       | 480                  | 1175                 | 1560                 | 2837                 | 2886                 | 4844                 | 5311                 | 5159                 | 5232                 | 5475                 | 6883                 | 8056                 | 8471                 | 9320                 | 8916                 | 10118                | 13482                | 15691                | 16577                | 16463                | 17432                | 18935                |

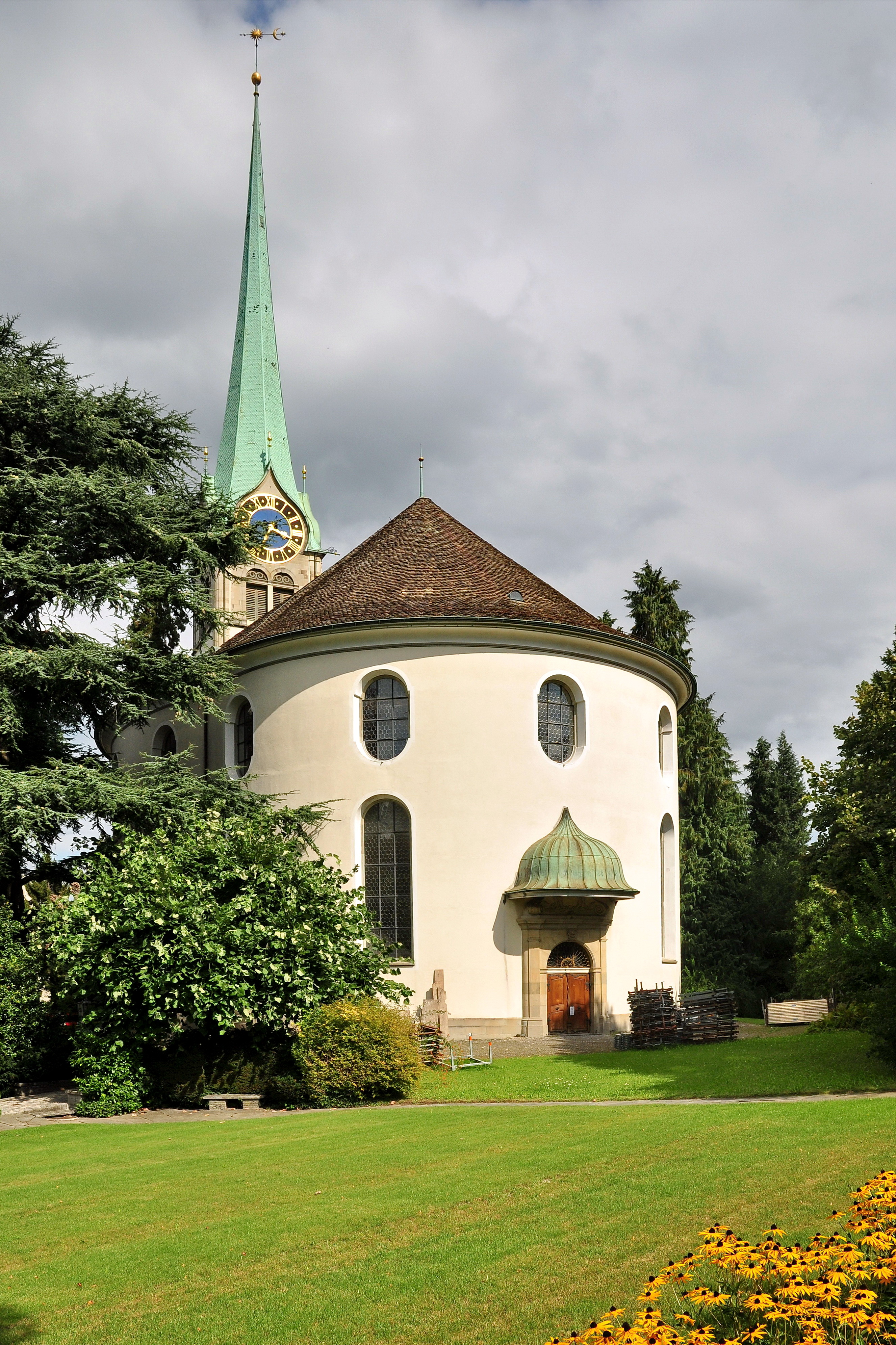
Reformovaný kostel v Horgenu

Úředním jazykem a lingua franca je němčina, kterou se v každodenním životě mluví převážně v dialektu curyšské němčiny a kterou používá 80 % obyvatel. Následuje italština s 6 % a přibližně 14 % tvoří zbývající jazykové menšiny. V roce 2022 se 24,07 % obyvatel hlásilo k evangelické reformované církvi, 25,53 % k římskokatolické církvi a 50,39 % k jinému vyznání nebo bez vyznání. V roce 2022 nemělo 29,9 % obyvatel registrovaných v Horgenu, tj. 7061 osob, švýcarský pas.

## Hospodářství

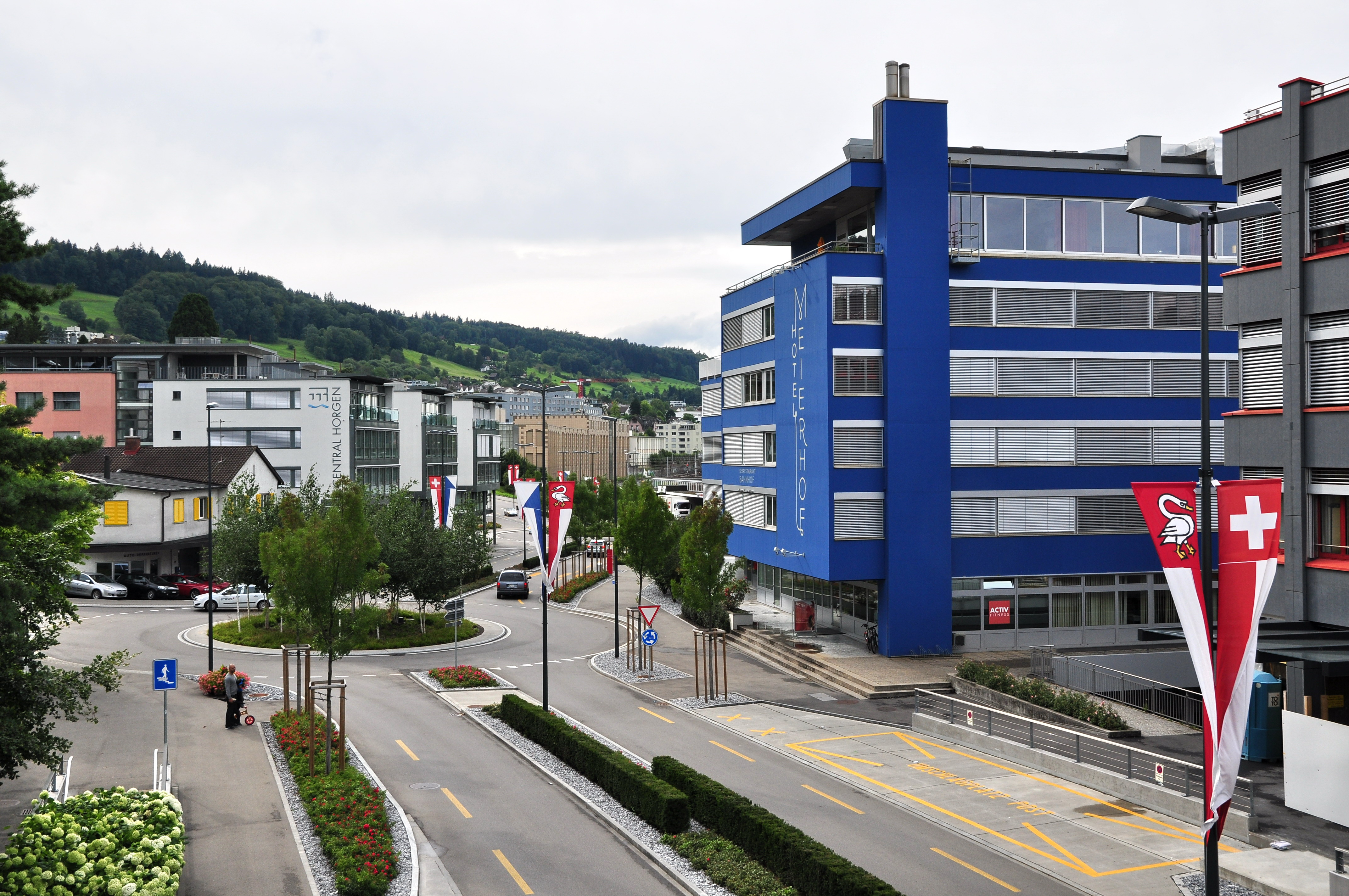
Centrum Horgenu

Až do začátku industrializace v 19. století převládalo v Horgenu zemědělství, především vinařství a mlékárenství. V první čtvrtině 20. století bylo vinařství v důsledku škůdců (fyloxery), kteří se objevili od roku 1850, a nepříznivé polohy zcela opuštěno. Dnes je zde stále 30 zemědělských podniků; v roce 2005 obhospodařovalo přibližně 100 zaměstnanců 500 hektarů půdy. Největší plochy se nacházejí západně od dálnice A3 a v jižní části vesnice Rietwies.
Mlýn na vesnickém potoce (Heubach) pod masivem Schliifitobel, později známý jako Obermühle, je poprvé zmiňován v roce 1263. Horní mlýn, postavený v roce 1719, přestal fungovat kolem roku 1900. Dolní mlýn na ulici Zugerstrasse byl v provozu již v polovině 19. století. Na jeho místě byla postavena truhlárna, která byla v roce 1902 přestavěna na továrnu na nábytek Horgen-Glarus.
V 18. století bylo v Horgenu několik koželužen. Koželužna Hüni, založená v roce 1728, existuje dosud jako společnost Hüni AG, dodávající automatizační techniku pro koželužny ve Švýcarsku i v zahraničí. Industrializace měla na Horgen silný vliv od poloviny 19. století. Zpočátku dominoval rozvíjející se hedvábnický průmysl s deseti tkalcovnami hedvábí v roce 1847 (např. Weberei Stünzi Söhne), později následoval strojírenský průmysl (např. Wanner, Grob, Stäubli, Schweiter, Oetiker). Mnohé z těchto velkých společností jsou nebo byly od svých počátků mezinárodně aktivní a velkou část své produkce vyvážejí. Úzké vazby mezi hedvábnickým průmyslem v okrese Horgen a Severní Amerikou vedly v letech 1878 až 1895 ke zřízení amerického konzulátu v Horgenu.

## Doprava

### Veřejná doprava

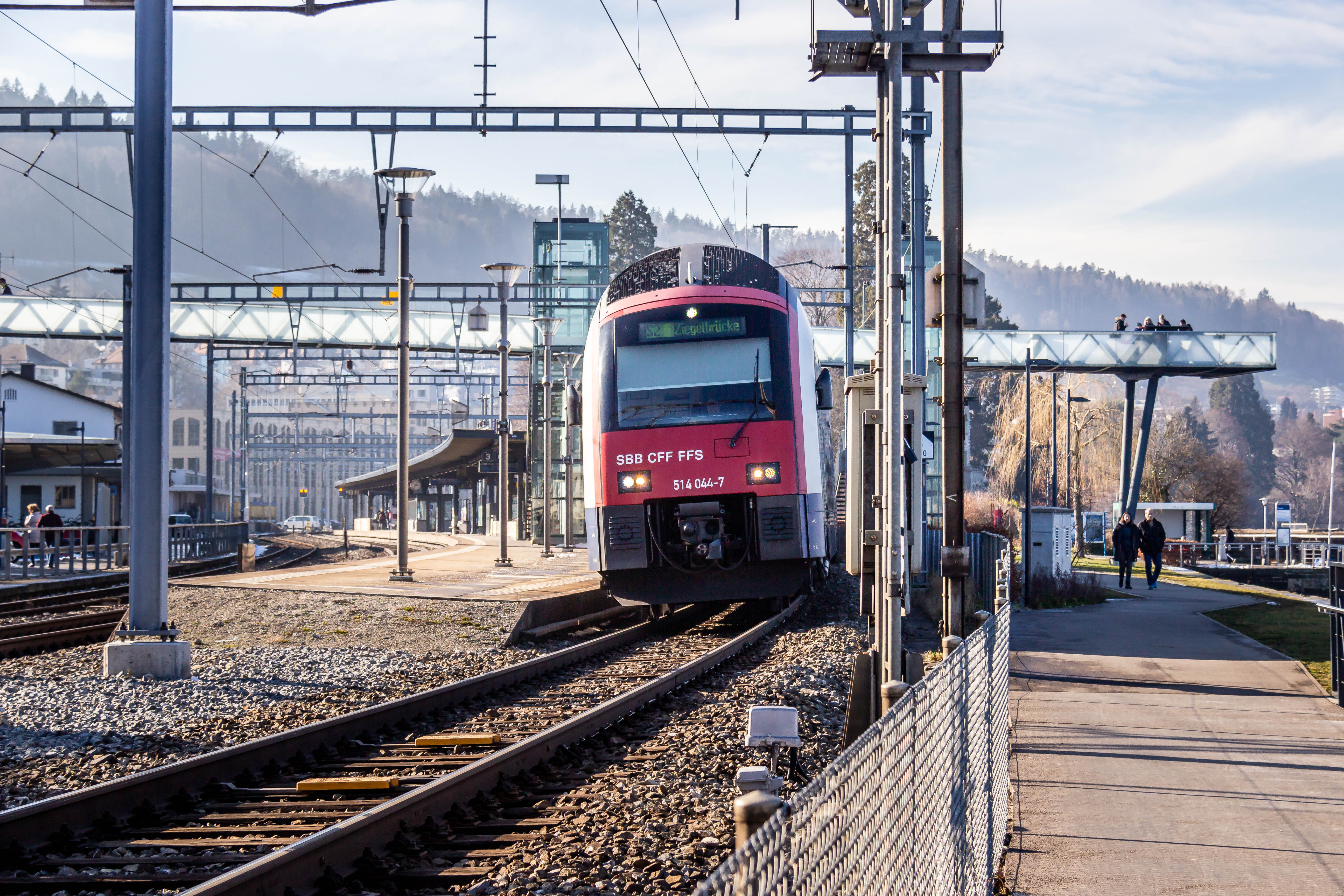
Vlak S-Bahn Curych ve stanici Horgen

V roce 1875 otevřela dráha Schweizerische Nordostbahn (NOB) železniční trať po levém břehu jezera. Trať vedla mezi curyšským hlavním nádražím a obcemi Ziegelbrücke a Näfels. Po zestátnění NOB v roce 1901 se trať stala součástí nově založených Švýcarských spolkových drah (SBB). Dnes je nádraží Horgen (známé také jako Horgen See) obsluhováno dvěma linkami curyšské S-Bahn, S2 a S8.
Nádraží Horgen Oberdorf se nachází na trati Thalwil – Arth-Goldau a obsluhuje jej linka S24. Na území Horgenu se ještě nachází nádraží Sihlwald, kterým prochází trať Curych–Sihlbrugg. Zde zastavuje linka S4 Curych – Langnau (– Sihlwald).
Doplňkové spoje veřejné dopravy zajišťují linkové autobusy systému Zimmerbergbus.
Zürichsee-Fähre Horgen-Meilen AG (FHM) je akciová společnost, která od roku 1932 provozuje lodní dopravu na Curyšském jezeře mezi Horgenem a Meilenem. Pět trajektů ročně přepraví přibližně 2,3 milionu cestujících, 1,3 milionu osobních a přibližně 100 000 nákladních vozidel. Plavební společnost Curyšského jezera (ZSG) pak provozuje osobní lodní dopravu na Curyšském jezeře. Flotila lodí přepraví ročně přibližně 1,8 milionu cestujících.

### Individuální doprava
Horgenem prochází hlavní silnice číslo 3 z Curychu do Pfäffikonu. Západně od Horgenu prochází dálnice A3 z Basileje přes Curych do Sargans. Nově vybudovaný tunel Uetliberg spojuje od 4. května 2009 Horgen s Basilejí přes západní obchvat Curychu. Dálniční křižovatka Horgen se nachází v jižní části Horgenu a zajišťuje napojení na místní silniční síť.

## Osobnosti
- Emil Staiger (1909–1987), germanista
- Luigi Taveri (1929–2018), motocyklový závodník